# 良瑞
良瑞（傣耶語：Nywang3huuny3），又译娘瑞、娘水或良水，史称洋桧或永贵（Yawnghwe），是缅甸掸邦格劳县良瑞镇区下辖的一个镇。该镇位于東枝的西南边。
该镇位于茵莱湖北岸，有直通湖区的水道。是游客参观茵萊湖和茵萊湖湿地保护区的聚集地。菩利他佛塔（Bawrithat Pagoda）位于镇的南边。

## 图集

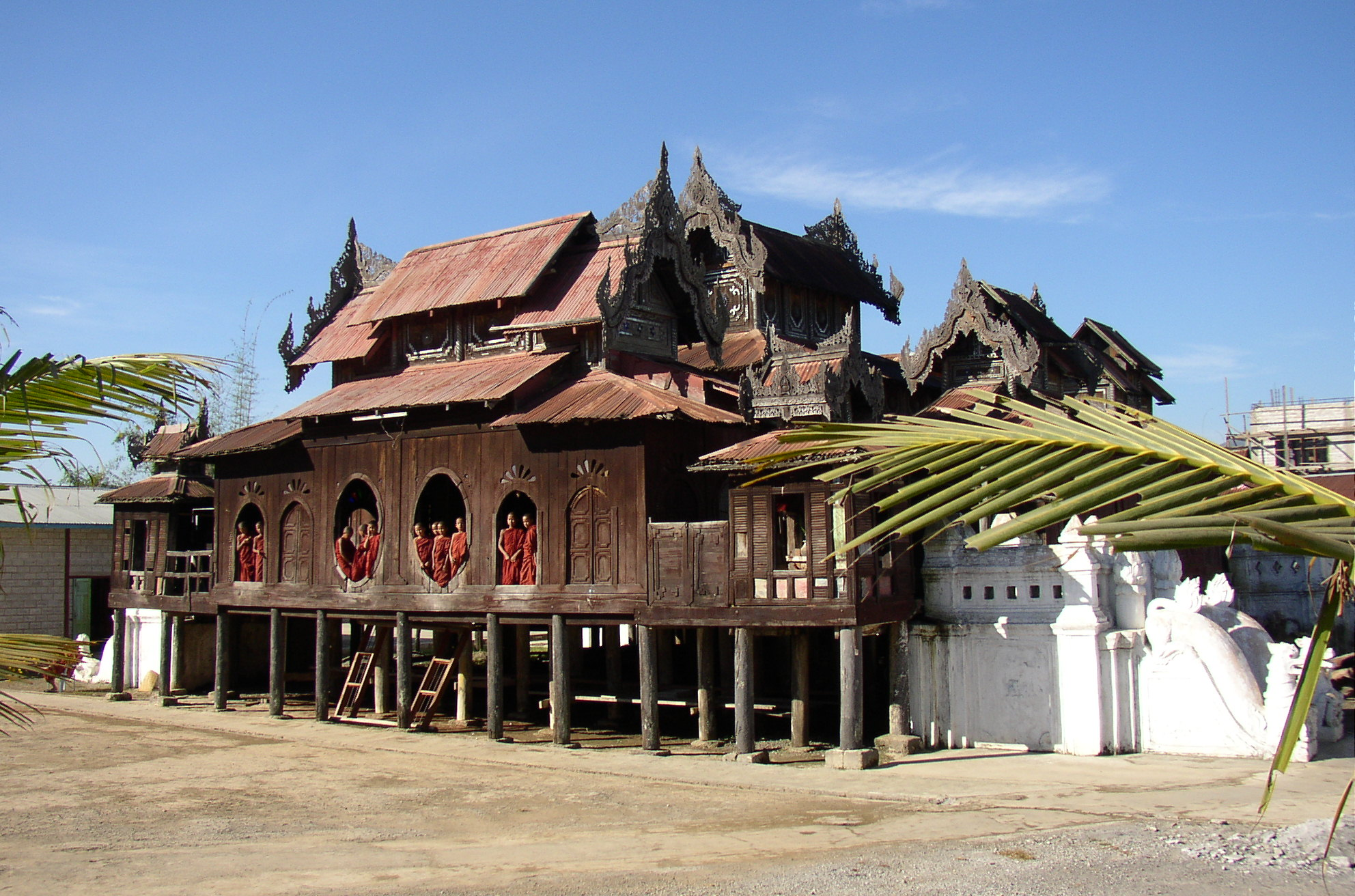
Hyweiyañpyi (hrwe ran prany)僧庠
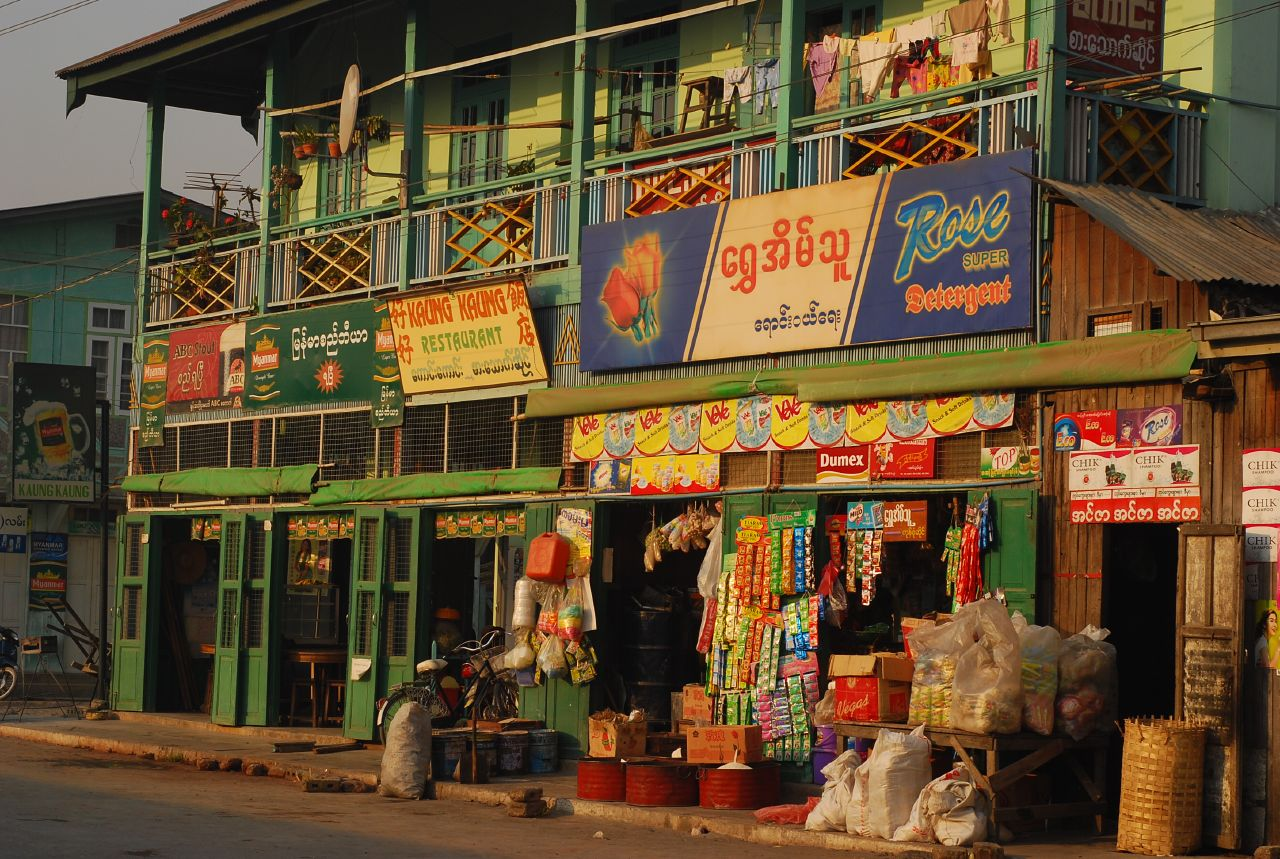
临街店铺
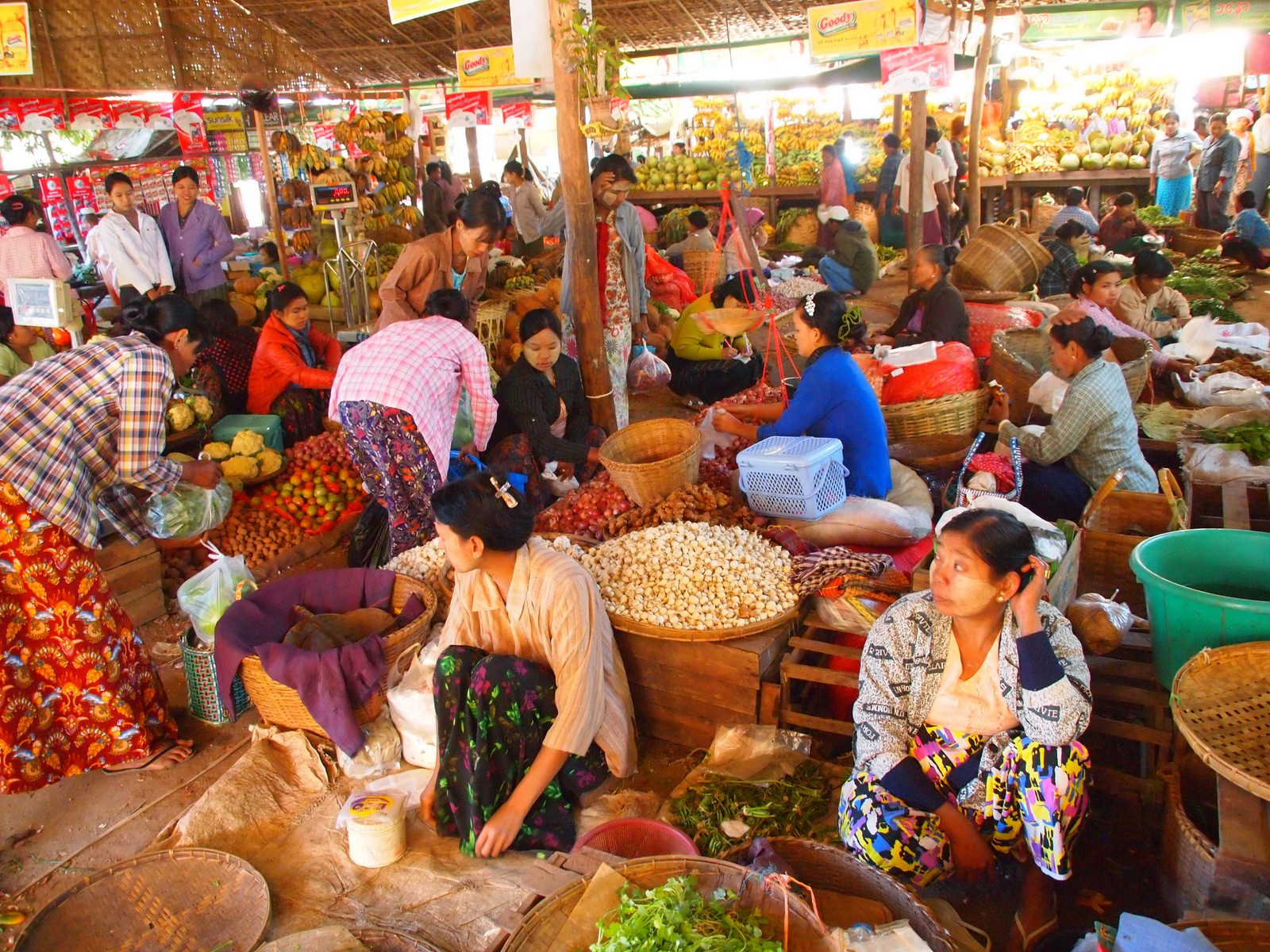
集市